# جون روبرت سيلي
سير جون روبرت سيلي، حاصل على وسام القديس ميخائيل والقديس جرجس (10 سبتمبر 1834 - 13 يناير 1895) كان مؤرخًا ليبراليًا وكاتب مقالات سياسية إنجليزيًا. مؤسسًا لتاريخ الإمبراطورية البريطانية، كان من أبرز المدافعين عن الإمبراطورية البريطانية، مروجًا لمفهوم بريطانيا العظمى. وضّح ذلك في كتابه الأكثر شهرة «اتساع إنجلترا» (1883). بينما كان من المؤيدين الأوائل لوضع العلوم السياسية كأحد التخصصات الأكاديمية المستقلة، فقد حافظ على نهج لاهوتي في تفسير تلك العلوم.

## نشأته
وُلد سيلي في لندن. كان والده، روبرت بينتون سيلي، ناشرًا يصدر الكتب تحت اسم «سيلي، جاكسون وهاليداي»، وكان من المؤيدين الأقوياء للأنجليكانية الإنجيلية، ومؤلفًا للعديد من الكتب الدينية وكتاب «حياة وأزمنة إدوارد الأول». أما والدته، ماري آن جاكسون (1809-1868)، فقد اتفقت مع زوجها في آرائه الدينية. كان شقيقها، جون هنري جاكسون، شريكًا في شركة نشر روبرت سيلي. كان جون قريب الكيميائي آرثر هربرت تشيرش من جهة والدته.
تلقى جون تعليمه في مدرسة مدينة لندن، حيث استمتع بدراسة التاريخ واللاهوت والأدب. كتب هناك مقالين في عامي 1850 و1851 يقارن فيهما بين شكسبير والمسرح اليوناني الكلاسيكي، حيث فاز في المقال الثاني بجائزة بيوفوي، الموجودة اليوم في متحف العملات في غرفة هيبردين، متحف أشموليان، أكسفورد. انتقل إلى كلية المسيح، كامبريدج، حيث تصدر امتحان درجة الشرف الكلاسيكي ونال ميدالية المستشار العليا. انقطع تعليمه في كامبريدج بسبب المرض، ولم يكمل امتحاناته حتى عام 1858. خلال فترة وجوده في كلية المسيح، أصبح صديقًا لتشارلز ستيوارت كالفيرلي، جون ويسلي هيلز، والتر بيسانت، والتر سكات، ووالتر سندال. انتخب زميلًا في كلية المسيح، وأصبح بعد ذلك معلمًا للدراسات الكلاسيكية في الكلية. نشر كتابًا شعريًا مجهولًا، ثم مر بأزمة شخصية تخلّى خلالها عن العديد من المعتقدات التقليدية التي اعتنقها في شبابه وسعى إلى استبدالها بمعتقدات أكثر رسوخًا وأمانًا. غادر كامبريدج في عام 1860.

## الحياة في لندن، 1860 – 1869
عاد سيلي إلى مدرسته القديمة، حيث أصبح معلمًا. في عام 1863، عين أستاذًا للغة اللاتينية في كلية لندن الجامعية. دفعه ذلك إلى دوائر فكرية مختلفة تمامًا.
في أغسطس 1869، تزوج سيلي من ماري أغنيس فيلوت (1839-1921)، حفيدة ويليام فريند وشقيقة كونستانس فيلوت. دُفن في مقبرة ميل رود، كامبريدج، مع زوجته.

### هذا هو الإنسان: استقصاء في حياة وعمل يسوع المسيح (1865)
أول كتاب نُشر لسيلي هو «هذا هو الإنسان: استقصاء في حياة وعمل يسوع المسيح»، والذي نُشر دون ذكر اسم المؤلف في عام 1865. أثار الكتاب الجدل لأنه ركز كاملًا تقريبًا على الشخصية الأخلاقية ليسوع وأفعاله التاريخية كمؤسس وملك لحكم ثيوقراطي، واستبعد النقاش حول التفسيرات اللاهوتية لحياته. حاول العمل إظهار التأثير الذي تركه حكم المسيح الثيوقراطي وكنيسته ومجتمعه على معايير الممارسة الأخلاقية النشطة للبشر.
هدف سيلي من الكتاب إلى تقديم تحليل غير مكتمل للموضوع. لم ينكر نصه صحة العقائد التي لم يتطرق إليها، لكن العديد من النقاد اعترضوا على تمثيله للمسيح.
اعتبر الكثيرون أن الكتاب استثنائي بأسلوبه النثري بالإضافة إلى محتواه. تميز بنثره المقتضب والسلس. أضافت الحالة المجهولة للكاتب بعدًا كبيرًا إلى الجدل الذي أحاط بنشره، إذ سعى القراء لاكتشاف هوية المؤلف. من بين الشخصيات المعروفة التي دار الاعتقاد أنها كتبت الكتاب جورج إليوت، وجون هنري نيومان، وويليام إيوارت جلادستون، ونابليون الثالث. اكتشف سيلي في النهاية باعتباره المؤلف، ومنذ نوفمبر 1866، أصبحت مسألة تأليفه للكتاب سرًا مفتوحًا. مع ذلك، رفض سيلي الاعتراف علنًا بتأليفه كتاب «إيكه هوما»، ولم يُذكر ذلك رسميًا إلا في طبعة نشرت بعد وفاته عام 1895.